# Президентские выборы в Венесуэле (2013)
Досрочные президентские выборы в Венесуэле прошли 14 апреля 2013 года в связи со смертью президента Уго Чавеса 5 марта 2013 года. До выборов исполняющим обязанности президента был назначен вице-президент Николас Мадуро. По итогам выборов Мадуро, позиционировавшийся как наследник Чавеса, с небольшим перевесом обошёл лидера оппозиции Энрике Каприлеса. Явка составила 74,71 %.

## Предвыборная обстановка
После победы Уго Чавеса на президентских выборах 2012 года он уехал на Кубу для прохождения курса лечения от рака. После того, как Чавес пропустил 10 января 2013 года церемонию инаугурации, оппозиция безуспешно призывала к новым президентским выборам на основании неспособности президента выполнять свои обязанности. Тем не менее неофициальная кампания началась до смерти Уго Чавеса.
Согласно Конституции Венесуэлы (статья 233), если президент умирает в течение первых четырёх лет президентского срока, то новые президентские выборы объявляются в течение 30 дней.

## Кандидаты
По заявлению венесуэльского министра иностранных дел Элиаса Хауа, Единая социалистическая партия Венесуэлы выдвинула кандидатом в президенты Мадуро. Кандидатом от оппозиции, как и на выборах 2012 года, стал губернатор штата Миранда Энрике Каприлес Радонски.

## Опросы общественного мнения
| Агентство   | Дата         | Мадуро | Каприлес |
| ----------- | ------------ | ------ | -------- |
| Hinterlaces | февраль 2013 | 50     | 36       |
| Datanálisis | март 2013    | 49,2   | 34,8     |
| Hinterlaces | март 2013    | 53     | 35       |
| ICS         | март 2013    | 58,2   | 40,5     |
| IVAD        | март 2013    | 53,8   | 31,6     |
| Dataincorp  | март 2013    | 61     | 26       |
| Hinterlaces | март 2013    | 55     | 35       |
| IVAD        | март 2013    | 53,8   | 30,8     |
| GIS XXI     | март 2013    | 55,3   | 44,7     |
| IVAD        | март 2013    | 53,3   | 34,7     |
| Datamática  | апрель 2013  | 34,9   | 39,7     |
| DatinCorp   | апрель 2013  | 44     | 43       |
| Datamática  | апрель 2013  | 30,6   | 42,1     |
| Datanálisis | апрель 2013  | 54,8   | 45,1     |

## Результаты
| Кандидаты                            | Кандидаты        | Партия | Голоса     | %     |
| ------------------------------------ | ---------------- | --- | ---------- | ----- |
|                                      | Николас Мадуро   | Большой патриотический полюс (Единая социалистическая, Коммунистическая партия, Тупамаро, Подемос и другие)               | 7 587 579  | 50,61 |
|                                      | Энрике Каприлес  | Круглый стол демократического единства (коалиция, состоящая из правоцентристских, центристских и левоцентристских партий) | 7 363 980  | 49,12 |
|                                      | Эусебио Мендес   | Новое видение для моей страны                                                                                             | 19 498     | 0,13  |
|                                      | Мария Боливар    | Объединённая демократическая партия за мир и свободу                                                                      | 13 309     | 0,08  |
|                                      | Рейна Секера     | Рабочая партия | 4241       | 0,02  |
|                                      | Хулио Мора       | Демократическая объединённая партия                                                                                       | 1936       | 0,01  |
| Недействительные                     | Недействительные | Недействительные | 66 937     | 0,44  |
| Всего                                | Всего            | Всего | 15 057 480 | 100   |
| Источник: Consejo Nacional Electoral |                  | |            |       |

## Критика и протесты
Кандидат от оппозиционной партии «Круглый стол демократического единства» Энрике Каприлес отказался признать итоги выборов. Он посчитал результаты сфальсифицированными в пользу своего оппонента, а власть в Венесуэле — «ещё менее легитимной, чем при Чавесе». Также Каприлес потребовал пересчёта голосов. Его требования были поддержаны США и Организацией американских государств.
После того, как Национальный избирательный совет 15 апреля подтвердил победу на выборах Мадуро, тысячи сторонников Каприлеса вышли на улицы в столице Венесуэлы. Демонстранты обвинили власти страны в фальсификации итогов выборов и потребовали пересчета голосов. Чтобы разогнать толпу в одной из частей города, полиция применяла слезоточивый газ. В ходе последовавших столкновений 7 человек погибли и 60 пострадали, арестованы 135 подозреваемых участников беспорядков (на 17 апреля).